# Gelderse Zweefvliegclub
De Gelderse Zweefvliegclub (afgekort GeZC) is een Nederlandse zweefvliegclub. Het is een van de oudste zweefvliegclubs in Nederland. De thuisbasis van de club is het Nationaal Zweefvliegcentrum Terlet, in Terlet, nabij Arnhem.
De club bestaat sinds 1932 en werd opgericht als de Arnhemsche-Zweefvliegclub. Het eerste zweefvliegtuig waarmee men vloog was een open houten vliegtuig, de ESG. Al vanaf het begin werd er gevlogen vanaf Terlet. Het aantal leden bleef in het begin beperkt. Om hierin verandering te brengen werd de club uiteindelijk omgedoopt tot "Gelderse Zweefvliegclub". Daarna steeg het aantal leden.
Anno 2013 telt de club ruim 260 leden die dertien zweefvliegtuigen tot hun beschikking hebben voor onder andere lesvluchten en wedstrijdvliegen.